# Université de l'Illinois à Chicago
L'université de l'Illinois à Chicago (UIC) est un campus de l'université de l'Illinois, situé à Chicago, États-Unis.
Fondée en 1859, l'université compte de nos jours 15 148 étudiants de premier cycle universitaire et 6 766 dans les deuxième et troisième cycles universitaires.
Elle ne doit être confondue avec l'université de Chicago, qui est une institution privée.

## Campus

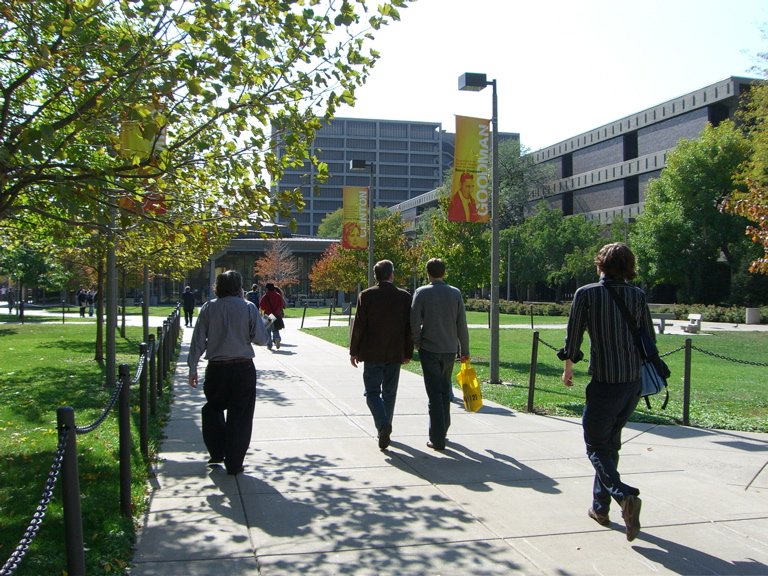
Le East Campus en octobre.